# Collegio elettorale di Verona (Senato della Repubblica)
Il collegio di Verona fu un collegio elettorale uninominale della Repubblica Italiana per l'elezione del Senato della Repubblica. Apparteneva alla Circoscrizione Veneto e fu utilizzato per eleggere un senatore nella XII, XIII e XIV legislatura.
Venne istituito nel 1993 con la cosiddetta Legge Mattarella (Legge n. 276, Norme per l'elezione del Senato della Repubblica), attuata in seguito al referendum abrogativo del 1993. La legge istituì per la Camera dei deputati e per il Senato della Repubblica un sistema di elezione misto, in parte maggioritario e in parte proporzionale. Il 75% dei parlamentari dell'assemblea veniva eletto in collegi uninominali tramite sistema maggioritario a turno unico; il restante 25% al Senato veniva eletto tramite recupero proporzionale dei più votati non eletti attraverso un meccanismo di calcolo denominato "scorporo", cioè sottraendo dal conteggio dei voti totali di una lista nella parte proporzionale i voti ottenuti dai candidati collegati alla medesima lista che erano eletti nei collegi uninominali con il sistema maggioritario.
Il collegio venne abolito insieme a tutti gli altri che costituivano il Senato con la promulgazione della legge elettorale successiva, la cosiddetta Legge Calderoli. Questa prevedeva un sistema proporzionale con premio di maggioranza, che al Senato veniva attribuito a livello regionale.

## Territorio
Il collegio di Verona era uno dei 17 collegi uninominali in cui era suddiviso il Veneto e, come previsto dal D.Lgs. del 20 dicembre 1993 n. 535, comprendeva il comune di Verona; era quindi interamente compreso nella provincia di Verona.

## Eletti
| Elezione | Elezione | Senatore        | Partito                 |
| -------- | -------- | --------------- | ----------------------- |
|          | 1994     | Sergio Stanzani | Polo delle Libertà (PR) |
|          | 1996     | Luigi Viviani   | L'Ulivo (CS)            |
|          | 2001     | Aventino Frau   | Casa delle Libertà (FI) |

## Dati elettorali

### XII legislatura
|                               | Sergio Augusto Stanzani Ghedini ✔️ Eletto | Polo delle Libertà                  | 60 428  | 35,88 |  |  |  |  |  |
|                               | Carlo Melegari                            | Progressisti                        | 38 492  | 22,85 |  |  |  |  |  |
|                               | Elmo Padovani                             | Patto per l'Italia                  | 29 288  | 17,39 |  |  |  |  |  |
|                               | Paolo Danieli ✔️ Eletto                   | Alleanza Nazionale                  | 19 351  | 11,49 |  |  |  |  |  |
|                               | Graziano Rugiadi                          | Iniziativa dei Popolari Democratici | 10 406  | 6,18  |  |  |  |  |  |
|                               | Giordano Formizzi                         | Lega Autonomia Veneta               | 6 450   | 3,83  |  |  |  |  |  |
|                               | Bertilla Pavan                            | Movimento Veneto Regione Autonoma   | 2 406   | 1,43  |  |  |  |  |  |
|                               | Erminio Zambelli                          | Partito della Legge Naturale        | 1 598   | 0,95  |  |  |  |  |  |
| Totale                        | Totale                                    | Totale                              | 168 419 | 100   |  |  |  |  |  |
|                               |                                           |                                     |         |       |  |  |  |  |  |
| Voti non validi               | Voti non validi                           | Voti non validi                     | 7 535   | 4,28  |  |  |  |  |  |
| Votanti                       | Votanti                                   | Votanti                             | 175 954 | 90,76 |  |  |  |  |  |
| Elettori                      | Elettori                                  | Elettori                            | 193 866 |       |  |  |  |  |  |
|                               |                                           |                                     |         |       |  |  |  |  |  |
| Data: 27-28 marzo 1994        |                                           |                                     |         |       |  |  |  |  |  |
| Fonte: Ministero dell'interno |                                           |                                     |         |       |  |  |  |  |  |

### XIII legislatura
|                               | Luigi Viviani ✔️ Eletto     | L'Ulivo                            | 60 676  | 36,79 |  |  |  |  |  |
|                               | Giuseppe Maggiore ✔️ Eletto | Polo per le Libertà                | 59 422  | 36,03 |  |  |  |  |  |
|                               | Roberto Angelo Gianfreda    | Lega Nord                          | 35 842  | 21,73 |  |  |  |  |  |
|                               | Romano Bertozzo             | Unione Nord Est                    | 3 316   | 2,01  |  |  |  |  |  |
|                               | Luigi Bellazzi              | Movimento Sociale Fiamma Tricolore | 3 312   | 2,01  |  |  |  |  |  |
|                               | Gian Benito Castagna        | Mani Pulite                        | 2 362   | 1,43  |  |  |  |  |  |
| Totale                        | Totale                      | Totale                             | 164 930 | 100   |  |  |  |  |  |
|                               |                             |                                    |         |       |  |  |  |  |  |
| Voti non validi               | Voti non validi             | Voti non validi                    | 6 754   | 3,93  |  |  |  |  |  |
| Votanti                       | Votanti                     | Votanti                            | 171 684 | 87,74 |  |  |  |  |  |
| Elettori                      | Elettori                    | Elettori                           | 195 671 |       |  |  |  |  |  |
|                               |                             |                                    |         |       |  |  |  |  |  |
| Data: 21 aprile 1996          |                             |                                    |         |       |  |  |  |  |  |
| Fonte: Ministero dell'interno |                             |                                    |         |       |  |  |  |  |  |

### XIV legislatura
|                               | Aventino Frau ✔️ Eletto  | Casa delle Libertà                   | 76 102  | 46,39 |  |  |  |  |  |
|                               | Luigi Viviani ✔️ Eletto  | L'Ulivo                              | 58 374  | 35,58 |  |  |  |  |  |
|                               | Antonio Borghesi         | Lista Di Pietro                      | 6 421   | 3,91  |  |  |  |  |  |
|                               | Fiorenzo Giuseppe Fasoli | Partito della Rifondazione Comunista | 5 966   | 3,64  |  |  |  |  |  |
|                               | Giuliano Bettini         | Liga Fronte Veneto                   | 5 683   | 3,46  |  |  |  |  |  |
|                               | Stefano Signorini        | Democrazia Europea                   | 4 605   | 2,81  |  |  |  |  |  |
|                               | Sergio Martini           | Lista Emma Bonino                    | 4 487   | 2,74  |  |  |  |  |  |
|                               | Domenico Paternoster     | Va' Pensiero Padania                 | 2 407   | 1,47  |  |  |  |  |  |
| Totale                        | Totale                   | Totale                               | 164 045 | 100   |  |  |  |  |  |
|                               |                          |                                      |         |       |  |  |  |  |  |
| Voti non validi               | Voti non validi          | Voti non validi                      | 5 388   | 3,18  |  |  |  |  |  |
| Votanti                       | Votanti                  | Votanti                              | 169 433 | 85,88 |  |  |  |  |  |
| Elettori                      | Elettori                 | Elettori                             | 197 293 |       |  |  |  |  |  |
|                               |                          |                                      |         |       |  |  |  |  |  |
| Data: 13 maggio 2001          |                          |                                      |         |       |  |  |  |  |  |
| Fonte: Ministero dell'interno |                          |                                      |         |       |  |  |  |  |  |